# Einara macrolepis
Einara macrolepis är en fiskart som först beskrevs av Koefoed 1927.  Einara macrolepis ingår i släktet Einara och familjen Alepocephalidae. Inga underarter finns listade i Catalogue of Life.